# Emmanuel Faber
Emmanuel Faber (Grenoble, 22 gennaio 1964) è un manager francese.
È presidente eletto dell'International Sustainability Standards Board.

## Carriera
Faber ha trascorso parte della sua infanzia a Saint-Bonnet-en-Champsaur. Dopo essersi diplomato al liceo di Gap nel 1980, si è diplomato all'HEC Paris. Ha ottenuto il suo primo lavoro nel 1986 presso la società di consulenza gestionale Bain & Company, per poi passare alla Barings Bank e da lì alla Legris Industries. Presso Legris Industries è stato nominato amministratore delegato nel 1996.
Un anno dopo ha iniziato a lavorare presso l'azienda alimentare Danone. Insieme al premio Nobel per la pace Muhammad Yunus ha fondato, tra le altre cose, l'impresa sociale Grameen Danone Foods in Bangladesh. Insieme a Martin Hirsch, è stato attivo nei progetti Emmaus gestiti dal defunto padre cappuccino Abbé Pierre. Nell'ottobre 2014 è diventato amministratore delegato di Danone, succedendo a Franck Riboud, ma ha perso questa posizione dopo settimane di discussioni alla riunione del consiglio di sorveglianza del 14 marzo 2021, dopo aver dovuto dimettersi dalla carica di presidente del consiglio il 1 marzo 2021. Il suo successore sarà Gilles Schnepp.
È padre di tre figli.